# Smilax cambodiana
Smilax cambodiana är en enhjärtbladig växtart som beskrevs av François Gagnepain. Smilax cambodiana ingår i släktet Smilax och familjen Smilacaceae. Inga underarter finns listade i Catalogue of Life.